# صادق جولييف
صادق جولييف (بالأذرية: Quliyev Sadiq Qəfər oğlu)‏ هو لاعب كرة قدم أذربيجاني في مركز الدفاع، ولد في 9 مارس 1995 في إيميشلي في أذربيجان. لعب مع نادي قبله.

## وصلات خارجية
- صادق جولييف على موقع قاعدة بيانات كرة القدم.إي يو (الإنجليزية)
- صادق جولييف على موقع Soccerway.com (الإنجليزية)
- صادق جولييف على موقع AS.com (الإسبانية)